# Корне, Раду
Раду Корне, в некоторых источниках Раду Корнеа (23 декабря 1895, Бухарест — 28 апреля 1949, Вэкэрешти, Бухарест) — румынский генерал, участник Первой и Второй мировых войн.

## Биография
Он родился в Бухаресте, в старинной аристократической семье. Фамилия произносится как «Корнеа», но генерал был очень привязан к старому летописному написанию: Корне. В 1913 году он поступил в Школу кавалерийских офицеров в Тырговиште, которую окончил 15 (28) июня 1915 года, получив звание лейтенанта. В 1921 году он поступил в Высшее военное училище, которое окончил в 1923 году. Он стажировался во Франции, в Кавалерийской школе в Сомюре (1925—1926). После возвращения в страну он был назначен инструктором верховой езды и преподавателем кавалерийской тактики в Специальной школе кавалерии в Сибиу.

### Первая мировая война
В составе 4-го полка «Королева Мария» участвовал в Первой мировой войне. В 1917 году получил звание лейтенанта. Отличился во втором сражении при Ойтузе, во время атаки 31 июля / 13 августа 1917 года на холм Тарапан, командуя пулеметным отделением на высоте 703. Был засыпан разрывом 150-мм снаряда. Остался на линии фронта, был ранен через восемь дней. Он был награждён орденом «Михая Храброго» III степени за то, как он руководил своим пулеметным отделением 4-го полка рошиоров в битве при Ойтузе в 1917 году.
«За храбрость, с которой он руководил пулеметным отрядом в битве 31 июля 1917 года при взятии высоты 703 на холме Тарапан Ойтуз, когда он, например, проявил много самопожертвования и ловкости. 8 августа он получил ранение на переднем крае.» Королевский Указ No. 1281 от 2 ноября 1917 г. :p. 108
Он также участвовал в венгерской кампании в качестве командира 2-й эскадрона, а затем пулеметной группы.

### Участие во Второй мировой войне
Он встретил начало войны командуя 6-м полком рошиоров в 5-й кавалерийской бригаде, действовавшим на севере Молдовы. В отличие от подавляющего большинства румынских войск, которые фактически вступили в бой 3 июля 1941 года, 6-й полк рошиоров начал войну уже 22 июня, когда 3-й эскадрон захватил укрепления на высотах Бобейка. Полковник Корне быстро стал известен своими качествами. 29 июля был сформирован моторизованный отряд Раду Корне 6-го полка рошиоров в составе 3-х механизированных эскадронов и отделения горной артиллерии.
В начале августа после форсирования Буга началось продвижение к Днепру. 25 сентября 1941 года ему пришлось столкнуться с мощным контрнаступлением 9-й и 18-й советских армий. 5-я кавалерийская бригада была атакована значительно превосходящими силами в районе Акимовки, 6-му полку рошиоров удалось удержать позиции.
Полковник Корне был награждён орденом «Михая Храброго» II степени «за исключительную энергию и храбрость, с которыми он руководил своим полком в боях за Акимовку, сумев отразить атаку противника 26 сентября 1941 года, отразив советские войска с северо-востока, от старой позиции бригады. В последующие дни он храбро сопротивлялся всем атакам врага, оставаясь стойко на своей позиции».

#### В Крыму
После прорыва Ишуньских позиций Э. фон Манштейн не имея танковых соединений, создал для преследования Приморской армии моторизованную  группу под командованием Х. Циглера. Её частями командовали Р. Корне и О. фон Бодин.
Группа Корне
- румынский 6-й моторизованный полк (шесть моторизованных эскадронов);
- 6-я рота 800-го полка особого назначения «Бранденбург»;
- 1-я рота 70-го сапёрного батальона;
- 737-й артиллерийский дивизион, не считая 1-й батареи (тяжёлые чешские полевые гаубицы на механической тяге);
- 560-й противотанковый дивизион.

Группа совершили бросок и перехватила дорогу Симферополь-Севастополь в районе Бахчисарая. Но для штурма Севастополя с ходу её сил не хватило.
В ходе Керченско-Феодосийской десантной операции немецкое командование стягивало все резервы для стабилизации фронта. В конце декабря (28-30) в Крым был переброшен и отряд Корне.
Поскольку командующему 11-й армии генералу Э. фон Манштейну требовались мобильные войска для быстрого продвижения после прорыва Ак-Монайских позиций в ходе будущей операции «Охота на дроф», был реорганизован и усилен механизированный отряд полковника Корне, состоящий из 6-го и 10-го полков рошиоров, противотанкового батальона, 54-й моторизованного артиллерийского дивизиона и роты мотоциклистов. 5 мая 1942 года отряд Корне получил приказ передислоцироваться в Феодосию, где он вошёл в подчинение бригады полковника К. фон Гроддека. Как потом признавал в мемуарах генерал фон Манштейн, решающими в наступлении были действия бригады Гроддека и, в частности, отряда Корне, который составлял большинство её личного состава.
Смешанное немецко-румынское оперативное соединение «моторизованная бригада Гроддека» по советским источникам составляло 40 автомобилей, 10 танков и 100 мотоциклов. Во второй половине дня 9 мая 1942 года бригада Гроддека в 18.00 захватила аэродром Харджи-Бие, в 19.30 — аэродром Карангит, в 20.00 — район Марфовки с аэродромом уничтожив на земле 35 истребителей И-153, всего «группой Гроддека» захвачено и уничтожено на земле 58 советских самолётов. Фон Гроддек был тяжело ранен в Керчи, его заменил румынский полковник Раду Корне. Впоследствии К. фон Гроддек был награждён румынским орденом.

#### Под Сталинградом
Из-за опасной ситуации, сложившейся в 3-й горнострелковой дивизии после провала её наступления, 26 сентября 1942 года полковник Корне был временно назначен её командиром.
На сталинградском направлении 23 ноября 1942 года полковник Корне, отведя своих людей к Коробкину, а затем к Котельниково, установил новую линию обороны в районе хуторов Дарганова и Сарнутовского, которую он удерживал до 4 декабря, когда дивизия отступила к хутору Пимено-Черни. Он участвовал в операции «Винтергевиттер» (Зимняя буря) — попытке деблокировать 6-ю немецкую армию Ф. Паулюса. Эта попытка провалилась и 26 декабря 1942 года начался общий отход, при этом румынская кавалерия постоянно подвергалась преследованию советских танков. 7 января 1943 года был оставлен Дон, дивизия прошла в тыл, куда прибыла 4 апреля 1943 года. За командование 8-й кавалерийской дивизией в тяжелые моменты ноября-декабря 1942 года и за действия весны и лета того же года Раду Корне был награждён немецким командованием Рыцарским крестом Железного креста и произведен румынским командованием в звание бригадного генерала.
В апреле 1944 года он был назначен командиром самого мощного румынского соединения: 1-я бронетанковая дивизия «Великая Румыния». После начала советского наступления 20 августа 1944 года дивизия вступила в бой южнее Бахлуя. Он возглавлял дивизию «Великая Румыния» в последнем и крупнейшем танковом сражении в Румынии (Скобашень, 20 августа 1944 года). 23 августа она заняла оборонительную позицию к северу от Романа, между Сиретом и Молдовой, где она застала заключение перемирия Румынии с союзниками.

#### Под следствием
После вступления Румынии в войну на стороне антигитлеровской коалиции дивизия начала наступление на немецкие и венгерские войска в Трансильвании. Генерал Корне попросил дать ему командование на фронте, но получил отказ. Он был передан в распоряжение Военного министерства 20 сентября, а 21 октября 1944 года он был арестован по запросу Советской комиссии по применению перемирия и заключен в тюрьму военного коменданта столицы.
Решение об аресте было принято по приказу военного министра, генерала Михаила Раковицэ, который хорошо знал его по армии. Другой его коллега, генерал Константин Сэнэтеску, начальник Генерального штаба, вмешался в дело и обратился к генералу В. П. Виноградову с целью освобождения Корне вместе с другими несправедливо брошенными в тюрьму. Корне был освобожден из тюрьмы 6 февраля 1945 года и помещен под домашний арест.
В 1945—1946 годах он находился под следствием Народного суда, но не был признан виновным. Однако он был арестован повторно 24 марта 1948 года уже за «заговор против государственной безопасности» и заключен в тюрьму в Жилаве. 18 апреля 1949 года его здоровье ухудшилось и он был доставлен в Центральную больницу № 1 в тюрьме Вэцэрешти, где он скончался с диагнозом новообразование в легких 28 апреля в 13:00. Однако коммунистическая судебная система не удовлетворилась и сделала попытку конфисковать имущество, которого у него практически не было. Похоронен генерал на кладбище Eternitatea в Яссах.
Производство в чинах
- 1915 г. - подпоручик,
- 1917 г. - лейтенант,
- 1919 г. - капитан,
- 1927 г. - майор,
- 1934 г. - подполковник,
- 1939 г. - полковник,
- 1943 г. - бригадный генерал.

```
Должности
```

- 1919 - адъютант командира 2-й бригады рошиоров;
- 1926 - инструктор верховой езды и преподаватель кавалерийской тактики в Специальной кавалерийской школе Сибиу;
- 1927 - заведующий учебной частью той же школы;
- 1929 - 1931 - на разных должностях в Главной кавалерийской инспекции;
- 1934 - командир 1-й дивизии 9-го полка каларашей;
- 1936 - начальник штаба 12-й дивизии;
- 1938 - 1939 - начальник штаба Главного управления кавалерии;
- 1939 - командир 8-го полка рошиоров;
- 1940 - командир 6-го полка рошиоров в 5-й кавалерийской бригаде;
- 1941 - начальник штаба кавалерийского корпуса;
- январь - март 1944 - временный командир гвардейской дивизии;
- апрель 1944 - командир 1-й танковой дивизии «Великая Румыния»;
- 20 сентября 1944 - в распоряжении Военного министерства.

## Награды
- Орден «Михая Храброго» III степени, 2 ноября 1917 года.[2] :p. 108 (лейтенант 4-го полка рошиоров Королевы Марии)
- Орден «Звезда Румынии» в звании офицера ордена (8 июня 1940 года)[8]
- Орден «Михай Храброго» II степени, 12 февраля 1942 года.[9] (полковник, командир 6-го полка рошиоров).
- Рыцарский крест Железного креста — 18 декабря 1942 года.